# Фатальная семейная бессонница
Фатальная бессонница — крайне редкое прионное нейродегенеративное неизлечимое заболевание. Основным симптомом является невозможность спать. В подавляющем большинстве случаев заболевание является наследственным (фатальная семейная бессонница), но существует также ещё более редкая спорадическая форма, когда оно возникает самостоятельно, без ясной причины. Проблемы со сном начинаются постепенно, со временем ухудшаясь и приводя к тяжёлым нарушениям здоровья и смерти.

## История открытия заболевания, этиология и патогенез
Болезнь открыта в 1979 году итальянским доктором Иньяцио Ройтером, наблюдавшим поочерёдную смерть от бессонницы двух родственниц жены. В архивах психиатрической клиники Сан-Серволо Ройтер сумел обнаружить истории болезни других членов семьи с подобной клинической картиной. В 1983 году, когда заболел ещё один родственник жены, младший брат умерших сестёр, ход его болезни документировался, а после смерти его мозг был отправлен в США для дальнейших исследований.
В конце 1990-х удалось идентифицировать мутацию, ответственную за болезнь. Выяснилось, что в кодоне 178 гена PRNP, находящегося в 20-й хромосоме,  аспарагин заменён на аспарагиновую кислоту. В результате форма белковой молекулы изменяется, и нормальный белок превращается в болезнетворный прион. Под воздействием аномального приона другие нормальные белковые молекулы тоже превращаются в болезнетворные прионные. Это приводит к накоплению амилоидных бляшек в таламусе, отделе мозга, отвечающем за сон. Вначале амилоидные бляшки вызывают бессонницу, осложнения и летальный исход спустя несколько месяцев.
Болезнь передаётся доминантным аллелем, и если ни один из родителей не заболел, то все их дети будут здоровыми. Если заболел только один родитель, то дети заболеют с вероятностью 50 % (исключения возможны в случае мутаций, но они крайне редки).

## Клиническая картина
Болезнь начинается в возрасте от 13 до 60 лет, чаще всего в 50-52. Продолжается от 7 до 36 месяцев, после чего больной умирает.
Выделяют 4 стадии развития болезни.
1. Пациент страдает от всё более тяжёлой бессонницы, панических атак и фобий. Эта стадия длится в среднем 4 месяца.
2. Панические атаки становятся серьёзной проблемой, и к ним присоединяются галлюцинации. Эта стадия длится в среднем 5 месяцев.
3. Полная неспособность спать, сопровождаемая быстрой потерей веса. Эта стадия длится в среднем 3 месяца.
4. Пациент перестаёт говорить и не реагирует на окружающее. Это последняя стадия болезни, длящаяся в среднем 6 месяцев, после чего пациент умирает.

Симптомами данной болезни являются обильное потоотделение, узкие зрачки, внезапное наступление менопаузы у женщин и импотенция у мужчин, ригидность шеи и повышение артериального давления и частоты пульса. Запор также является обычным явлением. По мере того, как болезнь прогрессирует, человек застревает в состоянии предсонной неопределённости или гипнагогии, которое у здоровых людей является состоянием непосредственно перед сном.

## Лечение
В настоящее время болезнь является неизлечимой. Эффективность снотворных, как правило, полностью отсутствует, поскольку болезнь уничтожает сам механизм сна, а не нарушает его процессы. Однако в СМИ описан случай пациента из США, который самостоятельно принимал сильнодействующие снотворные (диазепам, закись азота, кетамин). Эффект такого лечения оказался временным и не предотвратил летальный исход, однако пациент прожил значительно дольше, чем другие заболевшие. Основным направлением исследований является генная терапия.